# Freida Pinto

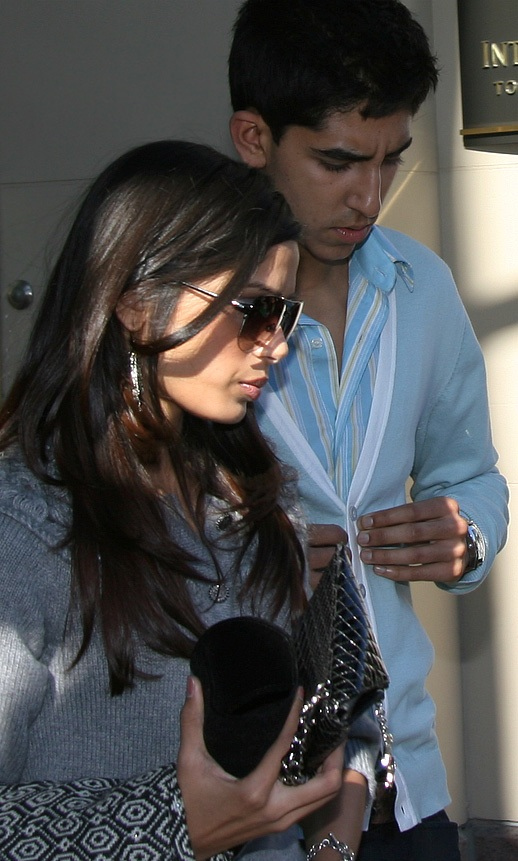
Pinto Dev Patellel a 2008-as Torontói Nemzetközi Filmfesztiválon

Freida Pinto (Mumbai, India, 1984. október 18. –) indiai származású színésznő, modell. Hírnevét a 2008-as Gettómilliomos című filmnek köszönheti.

## Pályafutása
Freida Pinto Mumbaiban született. Szülei Sylvia és Frederick Pinto. Családja a mumbai keresztény közösség tagja. Egyetlen nővére Sharon Pinto az NDTV hírcsatornán producer. A St. Xavier's College-ban tanult angol irodalmat. Jelenleg Maladban, Mumbai külvárosában lakik.
Színészi karrierje előtt modellként dolgozott, főleg reklámokban szerepelt. 2 évig kifutón dolgozó modell volt. 2008-ban jelentkezett a Gettómilliomos szereplőválogatásán Latika szerepére, amit meg is kapott. A 8 Oscar-díjas film sikere által ő is hírnévre tett szert. 2009-ben megkapta a Screen Actors Guild Award for Outstanding Performance by a Cast in a Motion Picture díjat. 2008 novemberében bekerült a Creative Artists Agency (CAA) hollywoodi filmes ügynökséghez, s azóta rengeteg szerepajánlat közül válogathat.
A csábos színésznőre Woody Allen is felfigyelt, és szerepet ajánlott neki a Férfit látok álmaidban (You Will Meet a Tall Dark Stranger) című, 2010-ben forgatott filmjében, ahol olyan színészekkel játszott együtt, mint Antonio Banderas, Josh Brolin, Anthony Hopkins, Anupam Kher és Naomi Watts; ez volt az első filmje a Gettómilliomos után.
Az indiai Vogue 2009. márciusi számának címlapján is szerepelt.
James Franco oldalán a 2011-es A majmok bolygója: Lázadás című amerikai sci-fiben szerepel.

## Filmográfia

### Film
| Év   | Magyar cím                         | Eredeti cím                        | Szerep          | Magyar hang            | Rendező                |
| ---- | ---------------------------------- | ---------------------------------- | --------------- | ---------------------- | ---------------------- |
| 2008 | Gettómilliomos                     | Slumdog Millionaire                | Latika          | Tompos Kátya           | Danny Boyle            |
| 2010 | Férfit látok álmaidban             | You Will Meet a Tall Dark Stranger | Dia             | Németh Borbála         | Woody Allen            |
| 2010 |                                    | Miral                              | Miral           |                        | Julian Schnabel        |
| 2011 | A majmok bolygója: Lázadás         | Rise of the Planet of the Apes     | Caroline Aranha | Kéri Kitty             | Rupert Wyatt           |
| 2011 |                                    | Trishna                            | Trishna         |                        | Michael Winterbottom   |
| 2011 | Fekete arany                       | Day of the Falcon                  | Leyla hercegnő  |                        | Jean-Jacques Annaud    |
| 2011 | Halhatatlanok                      | Immortals                          | Phaedra         | Gubás Gabi             | Tarsem Singh           |
| 2013 |                                    | Girl Rising (dokumentumfilm)       | narrátor        |                        | Richard E. Robbins     |
| 2014 |                                    | Desert Dancer                      | Elaheh          |                        | Richard Raymond        |
| 2015 | Kupák lovagja                      | Knight of Cups                     | Helen           | Tompos Kátya           | Terrence Malick        |
| 2015 |                                    | Unity (dokumentumfilm)             | narrátor        |                        | Shaun Monson           |
| 2015 |                                    | Blunt Force Trauma                 | Colt            |                        | Ken Sanzel             |
| 2015 |                                    | Black Knight Decoded (rövidfilm)   | Ahna            |                        | Jabbar Raisani         |
| 2016 |                                    | Two Bellmen Two (rövidfilm)        | Leila Patel     |                        | Daniel Malakai Cabrera |
| 2016 |                                    | Past Forward (rövidfilm)           | nő              |                        | David O. Russell       |
| 2017 |                                    | Yamasong: March of the Hollows     | Geta            |                        | Sam Koji Hale          |
| 2018 |                                    | Love Sonia                         | Rashmi          |                        | Tabrez Noorani         |
| 2018 | Maugli: A dzsungel legendája       | Mowgli: Legend of the Jungle       | Messua          |                        | Andy Serkis            |
| 2019 | Egyetlen                           | Only                               | Eva             |                        | Takashi Doscher        |
| 2020 | Kishúgom esküvői                   | Love, Wedding, Repeat              | Amanda          |                        | Dean Craig             |
| 2020 | Vidéki ballada az amerikai álomról | Hillbilly Elegy                    | Usha Vance      | Ligeti Kovács Judit    | Ron Howard             |
| 2021 | Behatolás                          | Intrusion                          | Meera           | Tornyi Ildikó          | Adam Salky             |
| 2021 | Időtlen szerelem                   | Needle in a Timestack              | Alex Leslie     | Tornyi Ildikó[forrás?] | John Ridley            |
| 2021 |                                    | A Christmas Number One             | Meghna Rai      |                        | Chris Cottam           |
| 2022 | Mr. Malcolm lajstroma              | Mr. Malcolm's List                 | Selina          | Tornyi Ildikó[forrás?] | Emma Holly Jones       |

### Televízió
| Év        | Magyar cím                 | Eredeti cím                | Szerep                   | Megjegyzések             |
| --------- | -------------------------- | -------------------------- | ------------------------ | ------------------------ |
| 2006      |                            | Full Circle                | házigazda                |                          |
| 2015      |                            | India: Nature's Wonderland | önmaga                   | BBC Two dokumentumfilm   |
| 2017      | Gerilla                    | Guerrilla                  | Jas Mitra                | minisorozat (főszereplő) |
| 2018      |                            | The Path                   | Vera                     | visszatérő szerep        |
| 2020–2022 | Mira, a királynő nyomozója | Mira, Royal Detective      | Shanti királynő (hangja) | főszereplő               |
| 2021      |                            | Spy Princess               | Noor Inayat Khan         | minisorozat (főszereplő) |

### Videóklipek
| Év   | Dal        | Előadó(k) | Album              |
| ---- | ---------- | --------- | ------------------ |
| 2013 | Bruno Mars | "Gorilla" | Unorthodox Jukebox |